# Гольфье, Флоран
Флоран Гольфье (фр. Florent Golfier; род. 1990, Нанси) — франко-чешский артист современного танца.
Начал учиться актёрскому мастерству в консерватории Нанси. Затем продолжил образование на отделении клоунады и пластического театра Академии имени Яначека в Брно. Там же начал выступать в 2013 г. в составе танцевально-пластического дуэта с Лукашем Карасеком. С 2014 г. работает и с сольными номерами, с 2015 г. сотрудничает с хореографом и сценографом Мари Гурден, в том же году Гольфье, Карасек, Гурден и художник по свету Зузана Режна основали в Брно группу авангардного танца tYhle.
Сотрудничал с хореографами Карин Понтьес (Pisum Sativum, 2012), Карло Локателли (проект «Анатомия тела в танце», 2015), Китом Джонсоном («12», 2015; «Эстафета», 2017).